# إيموري كوهين
إيموري إسحاق كوهين (ولد في 13 مارس 1990) هو ممثل أمريكي. قام بظهور الأول في فيلم أفترسكول(2008). عرف بأدواره في المكان خلف أشجار الصنوبر (فيلم) (2012) و بروكلين (فيلم) (2015) و أو أي (مسلسل)(2016).

## النشأة
ولد كوهين في مانهاتن، الطفل الوحيد من دونا (ني أكرمان)، مديرة مركز ما قبل المدرسة ونويل كوهين مدرس موسيقى.هو يهودي[4][3][3].من الجيل الرابع من النيووريكين الذين هاجر أسلافهم من روسيا[6][5][5].

## الأعمال

### الأفلام
| السنة | الاسم                      | الدور                 | ملاحظات  |
| ----- | -------------------------- | --------------------- | -------- |
| 2008  | Afterschool                | Trevor                |          |
| 2008  | Tess and Nana              | Juiceman              | فلم قصير |
| 2009  | New York, I Love You       | Prom Date             |          |
| 2010  | The Hungry Ghosts          | ماثيو                 |          |
| 2012  | The Place Beyond the Pines | Avery "AJ" Cross, Jr. |          |
| 2012  | Nor'easter                 | داني ستورت            |          |
| 2012  | Four                       | جون                   |          |
| 2013  | All Is Bright              | لو                    |          |
| 2014  | Beneath the Harvest Sky    | كاسبر                 |          |
| 2014  | The Gambler                | ديكستر                |          |
| 2015  | بروكلين (فيلم)             | أنتوني "توني" فيوريلو |          |
| 2015  | Stealing Cars              | بيلي وايت             |          |
| 2016  | Detour                     | جوني راي              |          |
| 2016  | The Duel                   | إسحاق                 |          |
| 2017  | ليالي الصيف الحارة         |                       |          |
| 2017  | Vincent N Roxxy            | JC                    |          |
| 2017  | War Machine                | Willy Dunne           |          |
| 2017  | Shot Caller                | Post-production       |          |

### المسلسلات
| السنة     | الاسم  | الدور     | ملاحظات |
| --------- | ------ | --------- | ------- |
| 2012–2013 | Smash  | ليو هوستن | 15 حلقة |
| 2016      | The OA | هومر      | 8 حلقات |

## الجوائز والترشيحات
| السنة | الجائزة                              | الفئة                                                | العمل    | النتيجة     |
| ----- | ------------------------------------ | ---------------------------------------------------- | -------- | ----------- |
| 2012  | Los Angeles Film Festival            | Best Ensemble Performance in a Narrative Competition | Four     | فوز         |
| 2015  | Hamptons International Film Festival | Breakthrough Performer                               | —        | فوز         |
| 2015  | Detroit Film Critics Society         | Breakthrough Performance                             | Brooklyn | رُشِّح         |
| 2015  | San Diego Film Critics Society       | Breakthrough Artist                                  | Brooklyn | رُشِّح         |
| 2015  | New York Film Critics Online         | Breakthrough Performer                               | Brooklyn | رُشِّح         |
| 2016  | International Cinephile Society      | Best Supporting Actor                                | Brooklyn | في الانتظار |

## وصلات خارجية
- إيموري كوهين على موقع IMDb (الإنجليزية)
- إيموري كوهين على موقع روتن توميتوز (الإنجليزية)
- إيموري كوهين على موقع ألو سيني (الفرنسية)
- إيموري كوهين على موقع قاعدة بيانات الفيلم (الإنجليزية)